# Vereskunî, Icinea
Vereskunî (în ucraineană Верескуни) este un sat în comuna Barvinkove din raionul Icinea, regiunea Cernihiv, Ucraina.

## Demografie
Componența lingvistică a localității Vereskunî
     Ucraineană (97,32%)
     Rusă (2,68%)
Conform recensământului din 2001, majoritatea populației localității Vereskunî era vorbitoare de ucraineană (97,32%), existând în minoritate și vorbitori de rusă (2,68%).